# Birnara
Birnara är ett släkte av fjärilar. Birnara ingår i familjen tofsspinnare.
Kladogram enligt Catalogue of Life:
| Birnara | \| \| Birnara bicolor \| \| \| \| \| \| Birnara lineosa \| \| \| \| \| \| Birnara nubila \| \| \| \| \| \| Birnara semilucida \| \| \| \| |
|         | \| \| Birnara bicolor \| \| \| \| \| \| Birnara lineosa \| \| \| \| \| \| Birnara nubila \| \| \| \| \| \| Birnara semilucida \| \| \| \| |
|         | Birnara bicolor |
|         | |
|         | Birnara lineosa |
|         | |
|         | Birnara nubila |
|         | |
|         | Birnara semilucida |
|         | |